# دودلي تشيس
دودلي تشيس (بالإنجليزية: Dudley Chase)‏ هو قاضي ومحامي وسياسي أمريكي، ولد في 30 ديسمبر 1771 في الولايات المتحدة، وتوفي بنفس المكان في 23 فبراير 1846. حزبياً، نشط في الحزب الجمهوري الديمقراطي. انتخب عضو مجلس نواب فيرمونت وانتخب عضو مجلس الشيوخ الأمريكي.